# マルセル・ゾボトカ
マルセル・ゾボトカ（1994年4月25日 - ）はドイツのサッカー選手。ポジションはDF。フォルトゥナ・デュッセルドルフ所属。

## 経歴
2015年8月22日、SCフライブルク戦でプロデビュー。
2017年6月、フォルトゥナ・デュッセルドルフとの契約を2022年まで延長した。
2022年5月18日、2025年までの契約延長が発表された。